# Hiện tại
Hiện tại là một sự thật hiển nhiên theo khái niệm trừu tượng mà ta đã nghe đến nhưng ta không thể nào bắt gặp nó. Nếu đúng về khái niệm của hiện tại chính là một sự chiều đi của thời gian gồm có 3 mốc: quá khứ, hiện tại, tương lai. Mốc trước hiện tại là Quá Khứ, mốc sau hiện tại là Tương Lai. Vậy mốc hiện tại là mốc thời gian đang có, và mỗi lần mốc hiện tại trôi thì mốc quá khứ thêm dài và mốc tương lai ngắn lại. Hay nói cách khác mốc hiện tại là một điểm nằm giữa chia cách mốc quá khứ với tương lai. Hiện tại luôn chuyển động không ngừng nghỉ hay nói cách khác nó là một thứ chuyển động song song với thời gian. Nếu Hiện Tại không xảy ra thì sẽ không có Tương Lai. 